# 安福良直
安福 良直（あんぷく よしなお、1967年 - ）は日本のパズル作家、パズル雑誌・書籍の編集者、競馬ライター。

## 概要
広島県生まれ、大阪府育ち。1991年京都大学理学部卒。
1990年ニコリに入社し、数独などのパズルを作ったり解いたりすることを仕事にする。1999年より『パズル通信ニコリ』編集長、2018年まで務める。その他、『数独通信』『激辛数独』『デカビロ・カックロ』など多くのパズル本を編集、制作する。2020年1月現在ニコリ副社長を務めている。
また、『おとなの馬券学』（ミデアム出版社）などで競馬ライターとしても活動中。
ニコリ社長鍜治真起の退任により、2021年8月1日に社長に就任することが発表された。

## 発表した作品
安福は学生時代に「とにかく線を引く」「四角に切れ」という2つのペンシルパズルを考案している。後者は現在でもパズル通信ニコリに掲載されている。
学生時代の他の作品に、20000桁を超える完全虫食算がある。この作品は世界最大の作品を目標として作られた。大きすぎて雑誌に掲載できず、そういう投稿があったことと上位の一部分だけが紹介された。後にこの作品の経緯をまとめた「世界最大の虫食い算」が発行されている。

## 著書
- デカビロ・カックロ1（ニコリ、1997）ISBN 9784890728015
- デカビロ・カックロ2（ニコリ、2001）ISBN 9784890728039
- 世界最大の虫食い算（文春新書、2008）ISBN 978-4166606696